# Municipio de Santo Tomás Jalieza
El municipio de Santo Tomás Jalieza es uno de los 570 municipios del estado mexicano de Oaxaca. Su cabecera es la localidad de Santo Tomás Jalieza.

## Geografía
El municipio de Santo Tomás Jalieza colinida al norte con los municipios de San Bartolo Coyotepec y San Sebastián Teitipac; al este con el municipio de San Juan Teitipac; al sur con los municipios de San Miguel Tilquiápam, Santa Catarina Minas, Ocotlán de Morelos y San Juan Chilateca; y al oeste con los municipios de Ocotlán de Morelos, San Martín Tilcajete y Villa de Zaachila.

## Localidades
El municipio de Santo Tomás Jalieza cuenta con cuatro localidades.
| Localidad             | Población (2020) |
| --------------------- | ---------------- |
| Santo Domingo Jalieza | 1368             |
| Santo Tomás Jalieza   | 1331             |
| Santa Cecilia Jalieza | 1212             |

## Gobierno
El municipio de Santo Tomás Jalieza se rige mediante el sistema de usos y costumbres.
| Presidente municipal      | Periodo   |
| ------------------------- | --------- |
| Matías Santos Medina      | 1996-1998 |
| Agustín Mendoza Valentín  | 1999-2001 |
| Enedino Mendoza Reyes     | 2002-2004 |
| Nicéforo Mendoza Mendoza  | 2005-2007 |
| Enedino Mendoza Ortiz     | 2008-2010 |
| Maglorio Mendoza Mendoza  | 2011-2013 |
| Claudio Gómez Jiménez     | 2013-2016 |
| Pedro Mendoza Antonio     | 2017-2019 |
| Osvaldo Hernández Mendoza | 2020-2022 |
| Heladio Chávez Mendoza    | 2023-2025 |